# Batalla de Mechain
La batalla de Mechain, tingué lloc a Powys, Gal·les, l'any 1070 en un lloc indeterminat en el cantref de Mechain, en el regne de Powys (Gal·les) per governar els regnes gal·lesos de Gwynedd i Powys.
Rere la mort del rei de Gal·les Gruffydd ap Llywelyn, el rei Harold II es casà amb la seva vídua Ealdgyth. El reialme de Gal·les fou partit novament en els regnes tradicionals. Bleddyn ap Cynfyn i el seu germà Rhiwallon assoliren un tracte amb en Harold i reberen els governs de Gwynedd i Powys. D'aquesta forma, quan els normands venceren i occiren Harold a la batalla de Hastings el 1066, en els límits de Gal·les hi trobaren els regnes tradicionals en comptes d'un regnat unificat. Gruffydd deixà dos fills (Maredudd i Idwal) que, el 1069 reptaren els germans Bleddyn i Rhiwallon, en un intent de recuperar part del regne del seu pare. Maredudd i Idwal foren vençuts en la batalla; un (no se sap quin dels dos) morí en l'enfrontament i l'altre d'hipotèrmia un cop acabada aquesta.